# Дорожнянка
Дорожня́нка — село в Україні, у Гуляйпільській міській громаді Пологівського району Запорізької області. Населення становить 332 осіб.

## Географія
Село розташоване за 16 км від райцентру та за 10 км від міста Гуляйполе. Через село проходить автошлях регіонального значення Р85. Відстань до найближчої залізничної станції Пологи — 9 км. На північно-східній околиці села бере початок балка Припічкіна.

## Історія
Село засноване 1922 року.
13 вересня 2014 року у селі невідомими особами повалено пам'ятник Леніну.
12 жовтня 2016 року Дорожнянська сільська рада об'єднана з іншими радами в Гуляйпільську міську громаду.
12 червня 2020 року, відповідно до розпорядження Кабінету Міністрів України № 713-р «Про визначення адміністративних центрів та затвердження територій територіальних громад Запорізької області», увійшло до складу Гуляйпільської міської громади.
19 липня 2020 року, у результаті адміністративно-територіальної реформи та ліквідації Гуляйпільського району, село увійшло до складу Пологівського району.

### Російське вторгнення в Україну
15 травня 2022 року, за повідомленням Запорізької обласної військової адміністрації, російські окупанти повністю відрізали село Дорожнянку від транспортного сполучення, підірвавши автошлях мінами як зі сторони Полог, так і зі сторони Гуляйполя. Глибина руйнувань склала близько 1,5 метрів. 

## Населення
За переписом УРСР 1989 року чисельність наявного населення села становила 364 особи, з яких 164 чоловіки та 200 жінок.
За переписом населення України 2001 року в селі мешкало 327 осіб.

### Мова
Розподіл населення за рідною мовою за даними перепису 2001 року:
| Мова       | Відсоток |
| ---------- | -------- |
| українська | 92,77 %  |
| російська  | 6,63 %   |
| інші       | 0,60 %   |

## Пам'ятки

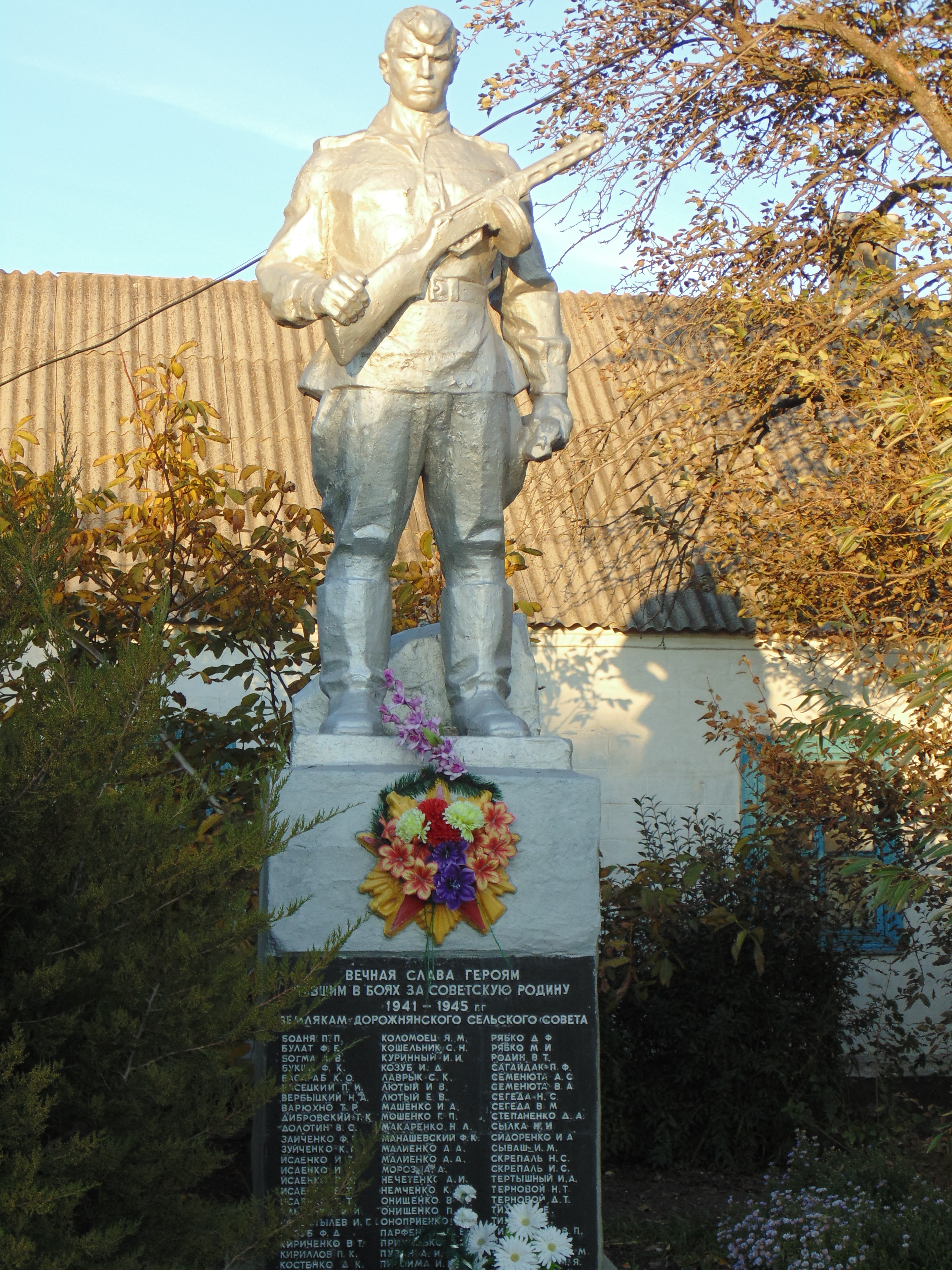
Пам'ятник односельчанам, полеглим під час Другої світової війни

- На південній околиці села розташований ботанічний заказник місцевого значення «Балка Дорожнянська»[9].
- Монумент односельчанам, полеглим під час Другої світової війни.